# حركة تشيبكو

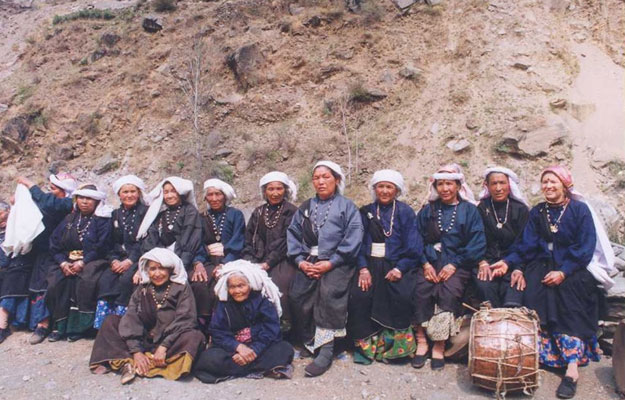
إعادة لم شمل المشاركات في حركة تشيبكو الأولى المؤلفة من نساء بالكامل في قرية ريني في عام 1974، بعد ثلاثين عامًا.

حركة تشيبكو أو تشيبكو أندولان هي حركة للحفاظ على الغابات في الهند. بدأت في عام 1973 في أوتاراخند، ثم في جزء من ولاية أوتار برادش (عند سفوح جبال الهيمالايا) وتحولت إلى نقطة تجمع للعديد من الحركات البيئية المستقبلية في جميع أنحاء العالم. وخلقت سابقة لبدء الاحتجاج السلمي في الهند. أعطى سوندرلال باهوغونا، الناشط الغاندي، الحركة توجيهًا سليمًا، وعنى نجاحها أن العالم لاحظ فوريًا هذه الحركة السلمية، التي هدفت إلى إلهام العديد من المجموعات البيئية المماثلة بمرور الوقت للمساعدة على إبطاء سرعة إزالة الغابات، وفضح المصالح الخاصة، وزيادة الوعي الاجتماعي، والحاجة إلى إنقاذ الأشجار، وزيادة الوعي البيئي، وإثبات جدوى قوة الناس. استخدم شعار «الإيكولوجيا هي الاقتصاد الدائم». أثار ذلك، في المقام الأول، المجتمع المدني القائم في الهند، الذي بدأ في معالجة قضايا القبائل والمهمشين. وصحيح أن دعم الحركة جاء أساسًا من النساء. استخدمت حركة تشيبكو أندولان أو حركة تشيبكو أساليب ساتاغراها، وأدت نشاطات كل من الذكور والإناث من أوتاراخند أدوارًا حيوية، بمن فيهم غورا ديفي، وسوراكشا ديفي، وسوديشا ديفي، وباتشني ديفي، وشاندي براساد بهات، وفيروشكا ديفي وغيرهم.
أصبحت تعتبر اليوم، بعيدًا عن الصبغة الاشتراكية البيئية، حركة إيكولوجية بشكل متزايد. ورغم أن العديد من قادتها رجال، تشكل النساء عمودها الفقري، وركنًا أساسيًا فيها أيضًا، لأنهن الأكثر تضررًا من تفشي إزالة الغابات، الذي يؤدي إلى نقص الحطب والأعلاف بالإضافة إلى المياه اللازمة للشرب والري. وأصبحن على مر السنين أصحاب مصلحة رئيسيين في أغلبية أعمال التحريج التي جرت في إطار حركة تشيبكو. في عام 1987، منحت حركة تشيبكو جائزة رايت ليفيلهوود «لتفانيها في حفظ الموارد الطبيعية الهندية واستعادتها واستخدامها بطريقة سليمة بيئيًا».
يعود تاريخ حركات تشيبكو إلى 12 سبتمبر 1730 م عندما ضحى 363 بيشنوي بحياتهم في قرية براسانا خامكار من راجاستان لإنقاذ أشجار كيجري (الغاف الرمادي).

## البدايات والتنظيم
سرعان ما بدأ القرويون والنساء في تنظيم أنفسهم في مجموعات صغيرة عديدة، وتناولوا القضايا المحلية مع السلطات، ووقفوا ضد عمليات قطع الأشجار التجارية التي تهدد سبل عيشهم. في أكتوبر 1971، نظم عمال سانغا مظاهرة في غوبيشوار للاحتجاج على سياسات إدارة الغابات. ونظمت المزيد من المسيرات والتجمعات في أواخر عام 1972، ولكن دون تأثير يذكر، حتى قرر اتخاذ إجراء مباشر. كانت أول مناسبة عندما رفضت إدارة الغابات طلب جمعية داشولي للحكم الذاتي للقرى السنوي لعشرة أشجار مران لورشتها لأدوات المزرعة، ومنحت بدلًا من ذلك شركة سيمون عقدًا لقطع 300 شجرة، وهي شركة تصنيع سلع رياضية في مدينة الله آباد البعيدة، لصنع مضارب تنس. وصل الحطابون في مارس 1973 إلى غوبيشوار، وبعد أسبوعين، جرت مواجهتهم في قرية ماندال في 24 أبريل 1973، إذ قرع نحو مئة قروي وعامل في جمعية داشولي للحكم الذاتي للقرى (دي جي إس إس) الطبول ورددوا الشعارات، ما أجبر المقاولين والحطابين على التراجع.
تعد هذه المواجهة الأولى للحركة، ألغي العقد في النهاية ومنح إلى الجمعية بدلًا من شركة سيمون. تجاوزت القضية الآن مسألة شراء حصة سنوية من أشجار المران، وشملت قلقًا متزايدًا بشأن قطع الأشجار التجاري وسياسة الغابات الحكومية، التي اعتبرها القرويون غير مواتية لهم. قررت الجمعية أيضًا اللجوء إلى معانقة الأشجار، أو تشيبكو، كوسيلة للاحتجاج السلمي.
لكن الصراع لم ينته، إذ منحت نفس الشركة المزيد من أشجار المران، في غابة فاتا، على بعد 80 كيلومترًا (50 ميلًا) من غوبيشوار. تراجع المقاولون مرة أخرى، بسبب المعارضة المحلية، منذ 20 يونيو 1973، بعد مواجهة استمرت بضعة أيام. بعد ذلك، شكل القرويون في فاتا وتارسالي مجموعة حراسة وراقبوا الأشجار حتى ديسمبر، عندما حققوا مواجهة ناجحة أخرى، عند وصل النشطاء إلى الموقع في الوقت المناسب. تراجع الحطابون تاركين وراءهم خمس أشجار مران مقطوعة.
بدأت نقطة الاشتعال الأخيرة بعد بضعة أشهر، عندما أعلنت الحكومة عن مزاد في يناير 1974، لشراء 2,500 شجرة بالقرب من قرية ريني، المطلة على نهر ألاكناندا. انطلق بهات إلى القرى في منطقة ريني، وحرض القرويين، الذين قرروا الاحتجاج على تصرفات الحكومة عن طريق احتضان الأشجار. واستمرت المسيرات والاجتماعات في منطقة ريني خلال الأسابيع القليلة التالية.
في 25 مارس 1974، وهو موعد قطع الحطابين الأشجار المفترض، كان رجال قرية ريني وعمال جمعية داشولي للحكم الذاتي للقرى في شامولي، إذ حوَّلتهم حكومة الولاية والمقاولون إلى موقع دفع تعويضات وهمي، ريثما يصل العمال إلى قريتهم على متن الشاحنات لبدء عمليات القطع. هرعت فتاة محلية، عند رؤيتهم، لإبلاغ غورا ديفي، رئيسة قرية ماهيلا مانغال دال، في قرية ريني (كانت لاتا موطن أجدادها وريني موطنها الجديد). قادت غورا ديفي 27 امرأة من القرية إلى الموقع وواجهت الحطابين. وبعد فشل جميع النقاشات، بدأ الحطاب بالصراخ والاعتداء على النساء وتهديدهن بالأسلحة، فلجأت النساء إلى معانقة الأشجار لمنعهم من قطعها. استمر هذا حتى ساعات متأخرة. وقفت النساء طوال الليل يحرسن أشجارهن من القاطعين حتى رضخ بعضهم وغادروا القرية. في اليوم التالي، عندما عاد الرجال والقادة، انتشرت أخبار الحركة إلى بلدة لاتا المجاورة وقرى أخرى بما فيها هنوالغاتي، وانضم المزيد إليها. غادر المقاولون في النهاية، بعد مواجهة استمرت أربعة أيام.

## المشاركون
تعد المشاركة الجماهيرية للقرويات من أهم سمات حركة تشيبكو. تأثرت النساء، لكونهن العمود الفقري للاقتصاد الزراعي في أوتاراخند، مباشرةً بالتدهور البيئي وإزالة الغابات، وبالتالي ارتبطن بالقضايا بسهولة أكبر. نوقش مدى تأثير هذه المشاركة أو استمدادها من أيديولوجية تشيبكو كثيرًا في الأوساط الأكاديمية.
لعب الناشطون الإناث والذكور أدوارًا محورية في الحركة بمن فيهم غورا ديفي، وسوديشا ديفي، وباتشني ديفي، وشاندي براساد بهات، وسوندارلال باهوغونا، وغوفيند سينغ راوات، ودوم سينغ ناجي، وشمشر سينغ بيشت وغاناسيام راتوري، شاعر حركة تشيبكو، الذي ما تزال أغانيه شائعة في منطقة الهيمالايا. حصل شاندي براساد بهات على جائزة رامون ماجسايساي في عام 1982، وحصل وسوندارلال باهوغونا على جائزة بادما فيبهوشان في عام 2009.